# ポーラロン
ポーラロン（polaron）とは、凝縮系物理学において、固体中の電子と原子の間の相互作用を記述するために用いられる準粒子。ポーラロンの概念は1933年にレフ・ランダウによって初めに提案された。電子が誘電体結晶中を運動すると、周囲の原子は静電相互作用を受け、平衡位置からずれて分極を生じ、電子の電荷をほぼ遮蔽する。この機構はフォノン雲として知られる。ポーラロンとはフォノン雲の衣をまとった電子をひとつの仮想的な粒子とみなしたものである。ポーラロンは元の電子と比べて移動度は低く、有効質量は大きくなる。
長年にわたり、ポーラロンの理論的研究の本流は、フレーリッヒとホルスタインが長距離と短距離の相互作用についてそれぞれ導いたハミルトニアンを解くことであった。フレーリッヒ・ハミルトニアンに対する一般的な厳密解は得られておらず、近似的なアプローチが様々に試みられ、それらの正当性について議論が続けられてきた。現在でもなお、巨視的な結晶格子中にある1 - 2個の電子について厳密な数値解を得る問題や、相互作用する多電子系の性質についての研究が盛んに行われている。場の理論の観点からは、ポーラロンはボース粒子場と相互作用しているフェルミ粒子という基本的な問題の典型ともいえる。金属物質中の電子とイオンとの間には、束縛状態やエネルギーの低下をもたらすような相互作用が静電相互作用以外にも存在し、それらに対してもポーラロンという概念が適用されてきた。
実験的研究の観点からも、数多くの物質について、その物性を理解するためにはポーラロン効果を考慮しなければならない。例えば、半導体のキャリア移動度はポーラロンの形成によって大きく低下することがある。有機半導体もポーラロン効果を受けやすく、電荷輸送特性に優れた有機薄膜太陽電池を設計する際にはポーラロン効果が重要となる。低温超伝導体（第一種超伝導体）においてクーパー対形成を担う電子-フォノン相互作用はポーラロンモデルで考えることができる。また、反対スピンを持った二つの電子はフォノン雲を共有してバイポーラロンを形成することがあるが、これが高温超伝導体（第二種超伝導体）におけるクーパー対形成機構として提案されたことがある。さらにまた、ポーラロンはこれらの物質の光伝導を解釈する上でも重要である。
ポーラロンはフェルミ粒子の準粒子である一方、ボース粒子の準粒子としてのポラリトン(フォノンポラリトンあるいは励起子ポラリトン)も存在する。フォノンポラリトンはフォトンと光学フォノンの混成状態であり，一方励起子ポラリトンはフォトンと励起子の混成状態)うなものである。

## ポーラロン理論
剛体的な結晶格子の周期ポテンシャル中を運動する電子は、許容帯と禁制帯からなるエネルギースペクトル（ブロッホスペクトル）を持つ。エネルギーの値から許容帯に属する電子は、真空中の電子質量とは異なる有効質量を持つものの、自由電子と同じように運動することができる。しかしながら現実の結晶格子は剛体ではないため、原子（イオン）は平衡位置からずれることがある。この変位はフォノンとして扱われる。電子は原子変位との間に電子-フォノン結合と呼ばれる相互作用を持つ。1933年、ランダウは名高い論文の中で相互作用の一つのシナリオを提案した。運動する電子によってF-中心のような格子欠陥が作られ、その欠陥が電子を捕獲するというものである。これに対し、ペカールが想定した別のシナリオでは、電子はその周囲に格子ひずみ（仮想粒子であるフォノンの雲）を引き起こす。電子はひずみを引きずりながら結晶中を自由に運動することができるが、有効質量は大きくなる。ペカールはこの電荷担体をポーラロンと名付けた。
ポーラロン理論の基礎を築いたのはランダウおよびペカールである。分極媒質の中に置かれた電荷は遮蔽される。誘電体理論では、この現象は電荷担体の周りに誘電分極が生じるためだと説明される。電荷担体が媒質中を運動すると、それにつれて分極も一緒に運動する。電荷と誘電分極をまとめて一つの実体とみなしてポーラロンと呼ぶ（図1）。
| 物質    | α     | 物質      | α    |
| ------- | ----- | --------- | ---- |
| InSb    | 0.023 | KI        | 2.5  |
| InAs    | 0.052 | TlBr      | 2.55 |
| GaAs    | 0.068 | KBr       | 3.05 |
| GaP     | 0.20  | RbI       | 3.16 |
| CdTe    | 0.29  | Bi12SiO20 | 3.18 |
| ZnSe    | 0.43  | CdF2      | 3.2  |
| CdS     | 0.53  | KCl       | 3.44 |
| AgBr    | 1.53  | CsI       | 3.67 |
| AgCl    | 1.84  | SrTiO3    | 3.77 |
| α-Al2O3 | 2.40  | RbCl      | 3.81 |

図1: ポーラロンのイメージ図。イオン結晶もしくは極性半導体の中では、伝導電子は陰イオンを退け、陽イオンを引き付ける。このようにして電子自身が誘起したポテンシャルの作用が電子に帰ってきてその物性に影響を与える。

イオン結晶もしくは極性半導体中の伝導電子はポーラロンという概念の原型だといえる。フレーリッヒはこの種のポーラロンのダイナミクスを量子力学的に取り扱うためのモデルハミルトニアン（フレーリッヒ・ハミルトニアン）を提案した。このモデルは連続体近似に基づくもので、電子波動関数は多数のイオンにわたって広がっており、それらのイオンは多かれ少なかれ平衡位置からずれている。電子-フォノン相互作用の強さはフレーリッヒが導入した無次元の結合定数 α で表され、その値によって系の振る舞いが特徴づけられる。いくつかの固体物質についてフレーリッヒの結合定数を表1に示す。結晶中の電子一つについてのフレーリッヒ・ハミルトニアンは、第二量子化表示で以下のようになる。
{\displaystyle H=H_{e}+H_{ph}+H_{e-ph}}
{\displaystyle H_{e}=\sum _{k,s}\xi (k,s)c_{k,s}^{\dagger }c_{k,s}}
{\displaystyle H_{ph}=\sum _{q,v}\omega _{q,v}a_{q,v}^{\dagger }a_{q,v}}
{\displaystyle H_{e-ph}={\frac {1}{\sqrt {2N}}}\sum _{k,s,q,v}\gamma (\alpha ,q,k,v)\omega _{qv}(c_{k,s}^{\dagger }c_{k-q,s}a_{q,v}+c_{k-q,s}^{\dagger }c_{k,s}a_{q,v}^{\dagger })}
He 、 Hph 、 He-ph はそれぞれ電子、フォノン、電子⁻フォノン相互作用のハミルトニアンを表している。 γ の厳密な表式は物質やフォノンの種類によって決まる。DevreeseとAlexandrovはフレーリッヒ・ハミルトニアンのバリエーションについて詳細にわたる論考を行っている。フレーリッヒ・ハミルトニアンは連続体近似と長距離力（クーロン力）を前提にしているため、「ラージポーラロン」という用語がフレーリッヒ・ポーラロンと同義で用いられることがある。これに対し、ホルスタインが考案した短距離力に基づくハミルトニアンで表されるポーラロンは「スモールポーラロン」とされる。もっともよく知られているフレーリッヒ・ポーラロンは縦光学フォノン（LOフォノン、longitudinal optical phonon）と線形な γ のハミルトニアンで表されるものだが、数多くの試みがなされてきたにもかかわらず厳密解は得られていない。
ポーラロンの振る舞いについていくつかのことが近似的に求められている。ポーラロンの性質は単なるバンド内担体とは異なっており、自己エネルギー ΔE を持つことや、有効質量 m* の値、および外部電磁場に対する応答（たとえば直流移動度および吸光係数）で特徴づけられる。
電子-フォノン結合が弱い（ α が小さい）場合、ポーラロンの自己エネルギーは近似的に以下で与えられる。
| {\displaystyle {\frac {\Delta E}{\hbar \omega }}\approx -\alpha -0.015919622\alpha ^{2}} | {\displaystyle (1)\,} |
ポーラロンの有効質量 m* は以下の近似式で表され、自己誘起分極を持たない電荷担体のバンド質量 m よりも大きくなる。後述するように、ポーラロン質量 m* はサイクロトロン共鳴によって測定することができる。
| {\displaystyle {\frac {m^{*}}{m}}\approx 1+{\frac {\alpha }{6}}+0.0236\alpha ^{2}} | {\displaystyle (2)\,} |
ランダウとペカールは変分法を用いたアプローチにより、電子-フォノン結合が強い（ α が大きい）場合について自己エネルギーが α2 でスケールし、ポーラロン質量が α4 でスケールすることを示した。ランダウ＝ペカールの変分計算によれば、ポーラロンの自己エネルギーにはいかなる α についても ΔE < −CPLα2 の上界が存在する。ここで CPL は積分微分方程式を解いて得られる定数である。 α が発散する場合にもこの上界が漸近的に成立するかという問題は長年未解決だったが、最終的にDonskerとVaradhanが α が大きい場合でも成立することを示した。彼らの手法は、自己エネルギーに関するファインマンの経路積分に大偏差理論を適用するというものだった。後にLiebとThomasは従来の方法で簡潔な証明を与えるとともに、ランダウ＝ペカール式への低次補正項の下界を明らかにした。
ファインマンは一種の変分理論である経路積分法を用いてポーラロンを研究した。ファインマンは電子と分極モードの間の相互作用を電子と仮想粒子の間の調和相互作用としてモデル化した。厳密に解くことができる（「対称性を持つ」）1次元ポーラロンモデルの解析や、モンテカルロ法などによる数値計算が行われた結果、ポーラロンの基底エネルギーに対するファインマンのアプローチが際立って正確であることが明らかになった。その後は移動度や光吸収など、基底エネルギーと異なり実験的に測定可能な特性についての研究が行われてきた。
強い結合の極限（{\displaystyle \alpha \gg 1}）では、ポーラロンの励起状態スペクトルの下端はポーラロン-フォノン束縛状態であり、そのエネルギーは{\displaystyle \hbar \omega _{0}}よりも小さくなる。ここで{\displaystyle \omega _{0}}は光学フォノンの角振動数である。

## ポーラロンの光吸収
ポーラロンの磁気光吸収の表式は以下の通りである。
| {\displaystyle \Gamma (\Omega )\propto -{\frac {\mathrm {Im} \Sigma (\Omega )}{\left[\Omega -\omega _{\mathrm {c} }-\mathrm {Re} \Sigma (\Omega )\right]^{2}+\left[\mathrm {Im} \Sigma (\Omega )\right]^{2}}}} | {\displaystyle (3)\,} |
Γ(Ω) は振動数 Ω の光に対する吸収スペクトルを与える。ここで ωc はバンドが変調を受けないとした場合（リジッドバンド）のサイクロトロン振動数である。 Σ(Ω) は「記憶関数」と呼ばれ、ポーラロンのダイナミクスを記述する。 Σ(Ω) は α や ωc 、温度にも依存する。
外部磁場がなければ（ωc = 0）、弱い結合の下でのポーラロンによる光吸収スペクトル（3式）は放射エネルギーの吸収によって決まる。吸収されたエネルギーはLOフォノンとして再放出される。結合がα ≥ 5.9にまで強くなると、ポーラロンは「緩和励起状態」（RES, relaxed excited state ）と呼ばれる比較的安定な内部励起状態へと転移することができる（図2参照）。図のスペクトルでは、RESピークはフランク＝コンドン型の遷移によるフォノンサイドバンド（FC）を伴っている。

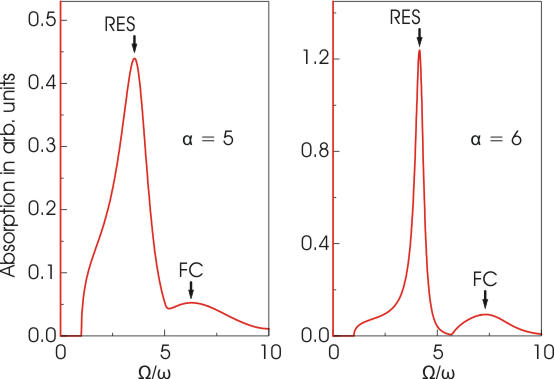
図2：α = 5およびα = 6についてのポーラロンの光吸収。横軸はLOフォノンの振動数で規格化されている。RESピークはフランク＝コンドンピーク（FC）と比べて非常に強い。

Devreese、De Sitter、Goovaertsらが近似を含む経路積分のアプローチによって得た光伝導スペクトルを、ダイアグラム量子モンテカルロ法による近似を含まない数値計算と比較した結果が文献で与えられている。それによると（図3）、{\displaystyle \alpha \lesssim 3}の場合については、数値計算によるフレーリッヒ・ポーラロンの光伝導度はDevreeseらの結果を完全に再現する。結合の強さが 3 < α < 6 の中間的な値の場合については、低エネルギーにおけるカーブと最大値の位置に関してはよく再現されている。それらを除けば、中間的な結合および強結合の領域において両アプローチの結果は定性的に異なっている。数値計算の結果では、RESピークの幅が広がっているほか、FCピークははっきりした極大を持たず、代わりにα  = 6のスペクトルで顕著なようにフラットな肩となる。このようなふるまいの原因は二個以上のフォノンが参加する光学的過程にあると考えられる。ポーラロンの励起状態の性質を明らかにするにはさらなる研究が必要である。

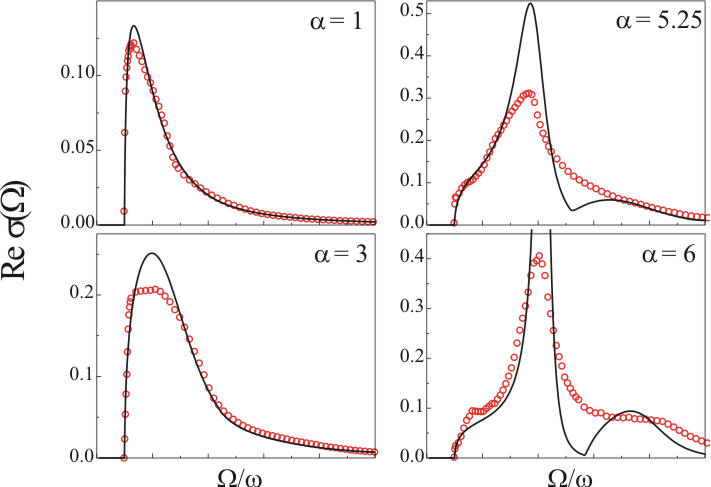
図3：ダイアグラム量子モンテカルロ法によって計算された光伝導スペクトル（白丸）、およびDevreese、De Sitter、Goovaertsらの計算（実線）の比較。

光学フォノンの振動数 ωLO より振動数が低い光（ Ω < ωLO ）に対しては、光吸収（3式）が発散する条件がΩ = ωc + ReΣ(Ω)と表される。この条件によってポーラロンのサイクロトロン共鳴ピークと ReΣ(Ω) が対応付けられるほか、ポーラロンのサイクロトロン質量もここから導かれる。もっとも正確なポーラロンモデルを用いて Σ(Ω) を見積もると、サイクロトロン運動に関する実験データはよく説明することができる。
イオン結晶であるAgBrおよびAgClの中の電荷担体がポーラロン性を持つことは、16 Tまでの強磁場を用いた高精度のサイクロトロン共鳴実験によって証明された。これらの物質の磁気光吸収については、Peeters が広い範囲の α に対して与えた予測が最良の定量的一致を示した。これは固体がポーラロンの性質を持つことの最も明白な証拠の一つである。
極性半導体であるCdTeの浅いドナーのエネルギースペクトルに関する研究では、遠赤外光伝導における磁気ポーラロン効果の実験データが利用されてきた。
LOフォノンのエネルギーを大きく超えるポーラロン効果については、II-VI族半導体などに対する超強磁場サイクロトロン共鳴実験を通じて研究が行われている。十分に強い磁場を用いてサイクロトロン振動数をLOフォノンのエネルギーに近づけると、共鳴ポーラロン効果が姿を現す。

## （擬）二次元構造におけるポーラロン
二次元電子ガスに対する関心の高まりを受けて、二次元におけるポーラロンの性質に関する研究も盛んに行われた。2Dポーラロン系をシンプルにモデル化すると、平面に閉じ込められた一つの電子と、周囲の3D媒質の中のLOフォノン、およびそれらの間のフレーリッヒ相互作用で表すことができる。そのような2Dポーラロンに対しては3Dで成り立っていた表式は適用できない。弱結合領域にある2Dポーラロンについて、自己エネルギーと質量の近似式はそれぞれ以下のように変わる。
| {\displaystyle {\frac {\Delta E}{\hbar \omega }}\approx -{\frac {\pi }{2}}\alpha \ -0.06397\alpha ^{2}} | {\displaystyle (4)\,} |
| {\displaystyle {\frac {m^{*}}{m}}\approx 1+{\frac {\pi }{8}}\alpha \ +0.1272348\alpha ^{2}} | {\displaystyle (5)\,} |
2Dと3Dのポーラロンの物性を関係づけるシンプルなスケーリング関係がいくつか存在することが分かっている。以下にその一例を示す。
| {\displaystyle {\frac {m_{\mathrm {2D} }^{*}(\alpha )}{m_{\mathrm {2D} }}}={\frac {m_{\mathrm {3D} }^{*}({\frac {3}{4}}\pi \alpha )}{m_{\mathrm {3D} }}}}, | {\displaystyle (6)\,} |
ここで{\displaystyle m_{\mathrm {2D} }^{*}}および{\displaystyle m_{\mathrm {3D} }^{*}}はそれぞれ2Dおよび3Dのポーラロン質量、{\displaystyle m_{\mathrm {2D} }}および{\displaystyle m_{\mathrm {3D} }}は電子のバンド質量である。
フレーリッヒ・ポーラロンを平面に閉じ込めると、実効的な電子-格子結合は強められる。しかし、この効果は多体効果による遮蔽で相殺される傾向がある。
2D系でもサイクロトロン共鳴はポーラロン効果を研究する有効な手段である。ほかに考慮すべき2D特有の効果もいくつかあるが（電子バンドが非放物型となること、多体効果、閉じ込めポテンシャルの性質など）、ポーラロン効果はサイクロトロン質量にはっきり表れる。
興味深い2D系の例として、液体ヘリウム膜に置かれた電子がある。この系の電子は液体ヘリウムのリプロン（量子化された表面波）と結合し、「リプロニック・ポーラロン」（ripplopolaron）を形成する。その有効結合定数は比較的大きく、パラメータの値によっては自己束縛が起きることもある。長波長においてリプロン分散が音響的になることが自己束縛の重要な要因である。
GaAs/AlxGa1-xAsの量子井戸や超格子では、ポーラロン効果により、弱磁場においては浅いドナーのエネルギーが低下し、強磁場においては共鳴分裂が起きる。D0中心やD−中心などの浅いドナーをポーラロン系として取り扱うと（「束縛されたポーラロン」）、そのエネルギースペクトルは、文献に見られる中で最も完全で詳細なポーラロンのスペクトロスコピーを与える。
十分に電子密度が高いGaAs/AlAs量子井戸では、サイクロトロン共鳴スペクトルにおいて、GaAsのLOフォノン振動数ではなく、横光学フォノン（TOフォノン、transverse optical phonon）振動数の近傍で反交差が観察されている。この現象はポーラロン理論の枠組みで説明される。
光学特性以外にも多くのポーラロン物性が研究されている。自己束縛、ポーラロン輸送、磁気フォノン共鳴などはその例である。

## ポーラロンの概念の拡張
共役ポリマーや巨大磁気抵抗ペロブスカイト、高温超伝導体、層状超伝導体MgB2、フラーレン、擬1次元導体、半導体ナノ構造などの物性に関する研究の中で、ポーラロンを拡張した以下のような重要な概念が提案されてきた。
音響ポーラロン音響フォノンと電荷が結合したもの。
ピエゾポーラロン極性音響フォノンとの圧電相互作用によって形成されるもの。
電子ポーラロン電荷と励起子場の相互作用による準粒子。
束縛されたポーラロン（bound polaron）電荷を持つ欠陥に束縛されたポーラロン。
スピンポーラロン電荷担体のスピンが周囲の媒質の磁化と結合した準粒子。
分子ポーラロン分子上に自己束縛されたポーラロン。
溶媒和ポーラロン溶媒和電子と周囲の媒質とが結合したもの。
ポーラロン励起子電子と正孔がフォノンを介して相互作用しているもの。
ヤーン・テラーポーラロンヤーン・テラー効果による電子-格子相互作用によって形成されるもの。
バイポーラロン二つのポーラロンがフォノンを介して相互作用しているもの。
多ポーラロン系
ポーラロンとバイポーラロンが高温超伝導体のメカニズムに関与している可能性が指摘されたことから、多ポーラロン系の物性、特に光学特性への関心が再燃した。このため、1ポーラロン系の理論的取り扱いを多ポーラロン系へと拡張する試みがなされてきた。
半導体ナノ構造ではポーラロン概念の新しい側面が見出された。ここでは励起子-フォノン状態は断熱的な「仮の解」（en:Ansatz）の積に因数分解することはできず、「非断熱的」な扱いが必要になる。励起子⁻フォノン系の「非断熱性」により、フォノンが関与する遷移の確率は（断熱的に扱われたものと比べて）増大する。また半導体ナノ構造では珍しくないことだが、電子⁻フォノン結合定数が小さい場合であっても、多重フォノンの光学スペクトルはフランク・コンドン的な一連の遷移（progression）とは少なからず異なったものとなる。 
生物物理学において、タンパク質のαヘリックス上を伝播する自己束縛されたアミドI励起をダヴィドフ・ソリトンという。ダヴィドフ・ソリトンはアミドI励起子と格子フォノンとの相互作用を表すダヴィドフ・ハミルトニアンの解である。その解析にはポーラロン理論で発展された数学的技法の一部が用いられた。この文脈において、ダヴィドフ・ソリトンは以下の性質を備えたポーラロンだといえる。
- ラージポーラロン―連続体近似が適用できる大きさであるため。
- 音響ポーラロン―励起子の自己束縛はフォノンの音響モードとの相互作用によって起きるため。
- 弱結合―非調和エネルギーはフォノンのバンド幅に比べて小さいため。

冷却原子気体において、少数の不純物原子が周囲の多数の原子からなる量子縮退原子気体の衣をまとった現象としてのポーラロン現象も観測され、ポーラロン族の一つであると見なされている。この系ではフェッシュバッハ共鳴を用いて相互作用の強さを自在に操作できるため、従来実現できなかった強結合領域における現象の研究が可能になった。近年、量子縮退したフェルミ気体の中に少数の不純物原子を導入することで、フェルミ・ポーラロンという現象が観測された。さらに、ボース＝アインシュタイン凝縮中の不純物が成す系も実現され、二つの研究グループにより、ボース・ポーラロン現象が、引力・斥力相互作用の双方について強結合領域も含めて観測された。